# Robert Chaudenson
Robert Chaudenson (4 de desembre de 1937, Lió - 7 d'abril de 2020, Aix-en-Provence, França) fou un lingüista francès, especialista en llengües criolles i professor emèrit de lingüística a la Universitat de Provence Aix-Marseille I. Fou un autor àmpliament conegut en matèria de creol·lística i president del Comitè Internacional d'Estudis Criolls.

## Publicacions
- 1974. Le lexique du parler créole de la Réunion, 2 vol., París: Champion, 1249 p.
- 1978 "Créole et langage enfantin: phylogenèse et ontogenèse", Langue française, vol. 37, pp. 76-90.
- 1979. "A propos de la genèse du créole mauricien: le peuplement de l'Ile de France de 1721 à 1735", Etudes Créoles, 1979, n ° 1, pp. 43-57.
- 1990 "Recherche, formación et créolistique", Revue Québecoise de linguistique théorique et appliquée, vol. 9, n ° 3, noviembre de 1990, pp. 287-303.
- 1992 "Les langues créoles", La Recherche, n ° 248, noviembre de 1992, págs. 1248-1256.
- 1994. "Français d'Amérique du Nord y créoles français : le français parlé par les inmigrantes du XVIIème siècle ", en R. Mougeon y E. Beniak (ed.), Les origines du français québecois, Presses de l'Université Laval, pp. 169-180.
- 1995 "Les français d'Amérique o le français d'Amérique : genèse et comparaison "en H. Wittmann et R. Fournier" (ed.), Le français des Amériques, Prensas universitarias de Trois-Rivières, pp. 3–19.
- 1998a. (con LJ Calvet), Saint-Barthélemy : une onsigme linguistique, París: Didier Erudition, 206 páginas.
- 1998b. "Variación, koinización, créolisation : français d'Amérique et créoles ", en P. Brasseur (éd.), Français d'Amérique. Variación, créolisation, normalización, Aviñón: Prensas de la Universidad de Aviñón, pp. 163-179.
- 2000. Rejilla de análisis de situaciones lingüísticas, París: Didier Erudition, 58 páginas.
- 2001. (con Salikoko Mufwene), Creolización de la lengua y la cultura, Londres: Routledge, 340 páginas.
- 2003. La créolisation : teoría, aplicaciones, implicaciones, París: L'Harmattan, 480 páginas.
- 2010. la genèse des créoles de l'Océan indien, París: L'Harmattan.